# 1986 Plaut
1986 Plaut è un asteroide della fascia principale. Scoperto nel 1935, presenta un'orbita caratterizzata da un semiasse maggiore pari a 3,0917452 UA e da un'eccentricità di 0,2040127, inclinata di 2,21275° rispetto all'eclittica.
Fa parte della famiglia di asteroidi Temi.
L'asteroide è dedicato all'astronomo olandese Lukas Plaut. 